# 台灣網路用語列表
台灣網路用語是指台灣常見的網際網路用語。

## 稱呼
- 肥宅：字面意義是指「肥胖的御宅族」[1][2]。

- 魯蛇：取自英文「Loser」的諧音，是在工作上不順遂或失業、低收入、沒有愛人者。相對地，有成就、收入高或小康、有愛人者則被稱為溫拿（Winner）[3]。

- 母豬教：源自批踢踢的虛擬組織，該組織將提出「母豬」用法的批踢踢鄉民「obov」尊稱為教主[4]。「obov」為批踢踢資深使用者，在「母豬母豬，夜裡哭哭」一句提出後，因經常在推文發表相關話語[4]，知名度迅速增加[5]。之後許多鄉民跟進仿效與起鬨，開玩笑地表示建立「母豬教」，自稱為信奉「母豬教」的信徒[4][5]。

- 婉君：指網軍，是指被認為是受特定政府機構或其他政治組織僱傭，為達成某一目標，通過網際網路進行特定活動的人員。「婉君」原指台灣言情小說家瓊瑤的作品《追尋》裡的主角「夏婉君」，因為改編成同名電視劇《婉君》而廣為人知。「婉君」一詞在2014年地方公職人員選舉時開始大量出現、並成為「網軍」的代稱[6]。

- 8+9：代指小混混、街頭流氓與黑社會小弟，源自於八家將。因近年許多什家將、八家將等陣頭遭不良組織操控，成員常在廟會之餘從事非法行為，因此使八家將團體被視為不良團體的一種。尤是常在批踢踢等論壇瀏覽的鄉民們，由於八家將的台語發音「pat-ka-tsiòng」類似國語「八加九」的念法，因而衍生這個詞。現今多直指「混混」，另有「八九」、「+9」的縮寫用法[7]。而「8+9妹」或「+9妹」則用來指稱與8+9有類似地位或特質的年輕女性。

- 支語/支語警察:是台湾人出於反中情緒，對中國大陸用語的蔑稱，因為有時連帶地將粵語或新馬用語誤稱為支语[8]，也引起香港和新馬網友的爭執。而支語警察則指對於使用詞彙是否為所謂支語感到敏銳的人。[9]
- CHO:中國衛生組織，對世界衛生組織（World Health Organization，縮寫為WHO）的蔑稱，源自日本前任副首相麻生太郎的一句話，之後被台灣網民廣泛使用。[10]
- 動物機：「網絡下載專用主機」的一種暱稱，用來指「專門執行下載軟件的電腦主機」，由來是常見的P2P下載軟件，如 eMule (騾子) 、eDonkey (驢子) 或 Foxy (狐狸) 等等，都是以動物作為程式名稱的命名[11]
- 口國：對中國的蔑稱。其中「中國」的「中」被替換為「口」，源自於中國因為言論審查的緣故，電影字幕中的「殺」字會被替換為「口」。[12][13][14]

## 文章類型
- 祭品文：此類文章是發表文章者為了達成某些目標而發出的，例如希望某球隊贏球、某候選人當選，並且會在文章表示如果目標達成、自己將會如何還願，例如發送香雞排[15][16]、切除陰莖[17]。
- 集氣文：此類型的文章出現在負面新聞事件或出現受難者時，以號召網友「集氣」並祈求受害者的傷痛可以盡速痊癒[18]。有部份人士對此表示反感，因為這種「集氣」行為並不能帶給受難者任何實質幫助[19]。
- 做夢：在討論未經驗證之消息時，由於這些內容可能涉及人身攻擊或存有法律疑慮，如不願意斬釘截鐵地表示意見，便會以「做夢」形容所見所聞相當虛幻，如同一場夢[20]。
- 炫耀文：指文章內含有令人羨慕之內容。[21]
- 月經文：經常被提起、不再新鮮有趣的事情或話題。常被拿出來提起或說嘴的議題。[22]

## 社交詞令
- 安安：打招呼的用語[23]

- BJ4：指「不解釋」，取其諧音得名[24]。

- gnp4 / p4：「關你屁事」的羅馬拼音首字母及諧音[25]。

- 郭：「關我 / 干我」二字的合音，意即「關我什麼事」、「干我屁事」，同樣也有「郭p4」的用法。[26]

## 動詞
- 神：是指「搜尋」，當用於尋人時稱為「神人」[27]。
- 中獎：即染上傳染病。[28]

## 形容詞
- 不意外：亦寫成不EY，用來形容某些發生了也不會讓人感到意外的事[29]。

- 住海邊：形容一個人多管閒事，管轄範圍如海岸線一樣寬[30][31]。

- 踹共：台語「出來講」（tshuài kóng／ㄘㄨㄞ˪ㄍㆲˋ）的連音。與出來面對的用法類似，都是要求對方出面時所使用的語句。後逐漸演變成生活用語[32][33]。

- 母湯或是母湯喔：原為「毋通」(m̄-thang／ㆬ˫ㄊㄤ)，台語的「不行」之意。因被光頭哥哥上傳YouTube的影片中使用，因此流傳[34]。

- 媽，我在這：類似媽！我上電視了，是一個常被用於可能或已經登上新聞的文章的回覆內容[35]。本來是用於形容有人意外地上電視時興奮地向家人打招呼的用語。2016年台中同志遊行中，主辦單位以「媽，我在這」來探討原生家庭裡的同志議題[36]。

- 已知用火：用來諷刺對方的消息的過於陳舊，就如同還活在舊石器時代一樣。由於懂得用火是人類文明的轉捩點，故以此得稱。類似用法還有「你家網路用撥接？」[37]。

- G G IN IN：意思是「雞雞硬硬」，字面上的意思就是男性的生殖器官勃起，可以在任何會使人勃起的狀況下使用。又寫作「積積陰陰德」[38]、「雞雞硬硬的」、「G G In In der」[39]。

- 躺著也中槍：指的是無緣無故受到牽連[40][41]。

- 沒圖沒真相：通常是看見有人在網路上發表一些難以置信的事情時，向對方要求照片或圖片做為證據時使用的句子[42]。

- 跪著用電腦：跪是常用於表達尊敬的身體姿勢，因此當網路上出現某些令人尊敬的網友時，便會以「跪在電腦前」來表達對對方的尊敬[43][44]。

## 短句
- 啊不就好棒棒：諷刺用語，並不是真的稱讚對方很棒，而是反諷他人自以為厲害，但實際上不怎麼樣[45][46]。

- 正常能量釋放：本為氣象用語，在發生規模較小的地震後，中央氣象局可能會表示這是「正常能量釋放」並希望民眾能安心[47][48][49]，因為適當的小地震可免於累積成大地震。但被部份網友認為是敷衍苟且的官腔官調。後來網友看到一些太常發生的異常事件，例如工廠爆炸、政黨派系內鬥[50]、捷運故障[51]、街頭鬥毆事件[52]、漫畫家冨樫義博休刊[53]

- 西屏，你怎麼看？：於詢問他人意見時所使用的句子，出自談話性節目《關鍵時刻》主持人劉寶傑詢問常態來賓馬西屏時使用的一句話。2015年時，《關鍵時刻》推出通訊軟體LINE的有聲貼圖，其中包含這一句話[54]。

- 87分，不能再高了：在對某項事物評分時可以使用，通常並不用於讚許，「87」現已衍生為台語“白痴”的諧音。此語出自實況主張嘉航，他在自己的Facebook專頁上貼出一張自己的支持者所寫的作文照片，並表示「很有前途的孩子R 寫得很好~這一定拿滿分87分」，而他當時「87」所指為「霸氣」之意[55][56][57]。

- 感謝大大無私分享：是一句感謝用語，原本流行於網路上的色情論壇，通常在網友分享色情圖片、影片或遊戲時使用[58]。在一部份有積分制度的網路論壇中，如果觀看一篇文章並下載了文章內夾帶的檔案後，沒有在文章下面回覆文章，系統會扣除一些積分做為懲罰；另有一種機制、是觀看文章時必須先行回覆、才能查閱文章內夾帶的檔案。在這兩種機制下，網友便開始使用「感謝大大無私分享」這種制式的回覆方式來迴避機制，所以常會有類似的罐頭回文。評論家人渣文本認為，這種「一片祥和」的論壇氣氛反映出違法色情論壇在空間與資源上的珍貴性，若是參與者不遵守這種潛規則，可能會落得無法獲得資源的下場。[59]

- 地方媽媽：出自於成人網站上一則色情服務廣告，後來經常被使用於與中年女性有關的事件、文章或新聞[60][61][62]。

- 人帥真好，人醜性騷擾：意思是當男性向女性搭訕時，在不考慮其它變因下，如果男性的外貌帥氣，女性會感到愉快；如果男性的外貌醜陋，女性會認為是性騷擾，亦即外貌至上主義。而這句用語則是用來諷刺歧視外貌的現象[63][64][65]。

- 哥不要！：出自一段由2013年時國家教育研究院所製作的性別平等及性侵害防治教育影片《如果早知道男生也會被性侵》，影片主角阿瑋（黃耀緯 飾）因為與祖母吵架而離家出走，被男子杰哥（伍家緯 飾）搭訕並性侵害得逞，當杰哥將阿瑋壓倒在床上準備強姦時，阿瑋大喊「杰哥不要！」並抵抗。該影片點閱人次超過兩百萬[66]，而當中台詞開始在網路上流行，主要在提及男性對男性性侵害時的文章使用[67]。
- 咩噗：助詞，意思接近「哦」、「喔」，以簡短用詞結束話題。
- 巴嘎nono：形容一個人吸毒吸到神智不清的意思[68]。

## 數字
- 9.2%，即馬英九的支持者，馬王政爭時因特偵組的監聽國會事件，馬英九被認為透過監聽國會進而指控王金平疑涉關說而惹議，馬英九的民調支持度落到9.2%，大量網友開始聲討馬英九，其中有支持馬英九的發言出現，就會被其他網友詢問：「請問你是那9.2%嗎？」。有時也會被消遣為「九二共識支持者」。[69]

- 4%黨，即台灣民眾黨。2020年高雄市市長補選進行時，台灣民眾黨一再聲稱黨籍候選人聲勢直追國民黨李眉蓁[70]，但選舉結果僅得票4%[71]，遭趙少康評為「大輸」，因而一時被稱為「4%黨」（四趴黨），該黨支持者則被稱為「4%仔」。柯對此回應：「啊這些都事實啊，對不對？」又說，「這個又不能否認，4%就4%，我們現在就4%黨啊。」[72]於是「4%黨」成為唯一「黨魁承認完全是事實」的名稱。其後又另行衍生出「96%黨」（九十六趴黨）的說法，在諷刺民眾黨在網路上支持者非常多（「96%黨」），現實上投票只有「4%黨」。

- 1450：用來諷刺偏袒民進黨的網路水軍，後來演變為台灣的網軍的代名詞[73]。來源為2019年行政院農業委員會的一份預算案，指該委員會擬編列1450萬元新臺幣預算，用於「加強農業訊息，策計劃」，即對外招標聘請至少四人，在網路論壇等社交平臺進行訊息實時澄清等工作，被國民黨的立法委員質疑是在招募網路水軍[74] [75]，並被認為和民進黨反對韓國瑜的政治活動有關[76][77]，而農委會予以否認[78]。此後，「1450」演變成為用於諷刺民進黨所主導網路水軍的網路用語[79]。
- 543：表示對方講的不必要的話太多，要求快點講出重點。舉例：別跟我說543的！[來源請求]